# محمد باشا الترياقي
محمد باشا الترياقي (بالتركية: Tiryaki Hacı Mehmed Paşa)‏ كان الصدر الأعظم للدولة العثمانية في الفترة ما بين 11 أغسطس 1746 حتى 24 أغسطس 1747. تُوفي في 31 يوليو 1751 بمدينة ريثيمنو. تولى إيالة بغداد في (11 جمادي الأولى 1161 ه‍، حتى شوال 1162 ه‍) االموافق (29 نيسان إلى تشرين الأول 1749 م). وخلفه على بغداد سليمان باشا أبو ليلة.